# Копии из Хайберского прохода

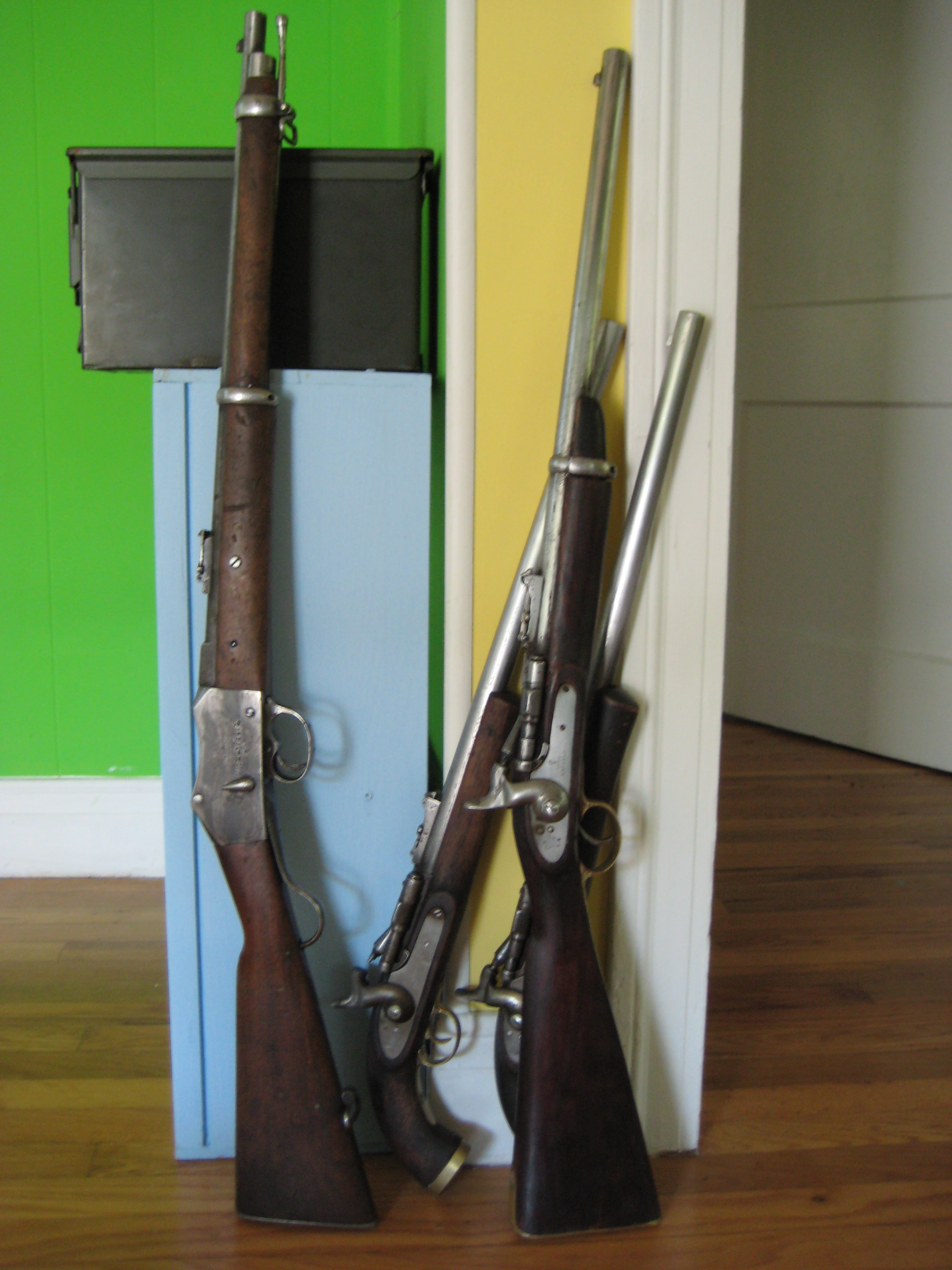
Копии британских винтовок Мартини-Генри и Снайдер-Энфилд из Хайбер-Пахтунхва.

Копии из Хайберского прохода (оружие из Зоны племён) — стрелковое оружие, изготовляемое оружейниками-кустарями в районе Хайберского прохода в Пакистане. Неформальной столицей оружейного производства является город Дарра-Адам-Хель.
Местность издавна славится тем, что здесь изготавливают подделки стрелкового оружия из подручных материалов. Чаще всего это железнодорожные рельсы, утилизированные автомобили и другой металлолом, а для обработки используются простейшие ручные инструменты. Качество такого оружия сильно варьируется — от хорошего, как у заводских образцов, до представляющего опасность для стрелка.
В США «Хайбер Пасс АК» иногда называют автоматы Калашникова, собранные из деталей различных моделей АК, поскольку, как и автоматы из Хайберского прохода, он не похож ни на один автомат, произведенный на заводе или выданный регулярными войскам. Типичный пример «Хайбер Пасс АК» — штампованная ствольная коробка АКМ под патрон 7,62 × 39 мм, оснащенная складным рамочным прикладом, характерным для автоматов АКС-74.

## История
Ещё до того, в Дарре наладили производство оружия, в этой местности процветала контрабанда и доработка стрелкового оружия. Оружейники Хайберского прохода впервые заполучили образцы британского военного оружия, которые они использовали для изготовления копий, во время британских походов XIX века в Северо-Западный фронтир.
Местные жители утверждают, что первым оружейником Дарры стал дезертир из британской армии, бежавший в эту местность во времена восстания сипаев. (Согласно другому источнику, в 1890 году в Дарру бежал скрывавшийся от правосудия пенджабский оружейник, который открыл первую мастерскую, занимавшуюся ремонтом английских кремневых ружей).
Во время Второй мировой войны некоторым местным иррегулярным формированиям были выданы винтовки, сделанные оружейниками Хайберского прохода — отчасти по финансовым причинам, а отчасти из-за опасений, что солдаты дезертируют со своим оружием, если им выдадут более качественные винтовки британского или индийского производства.

После ввода советских войск в Афганистан в регион стали поступать сравнительно современные образцы оружия, такие как пистолеты ТТ, ПМ и автоматы Калашникова.

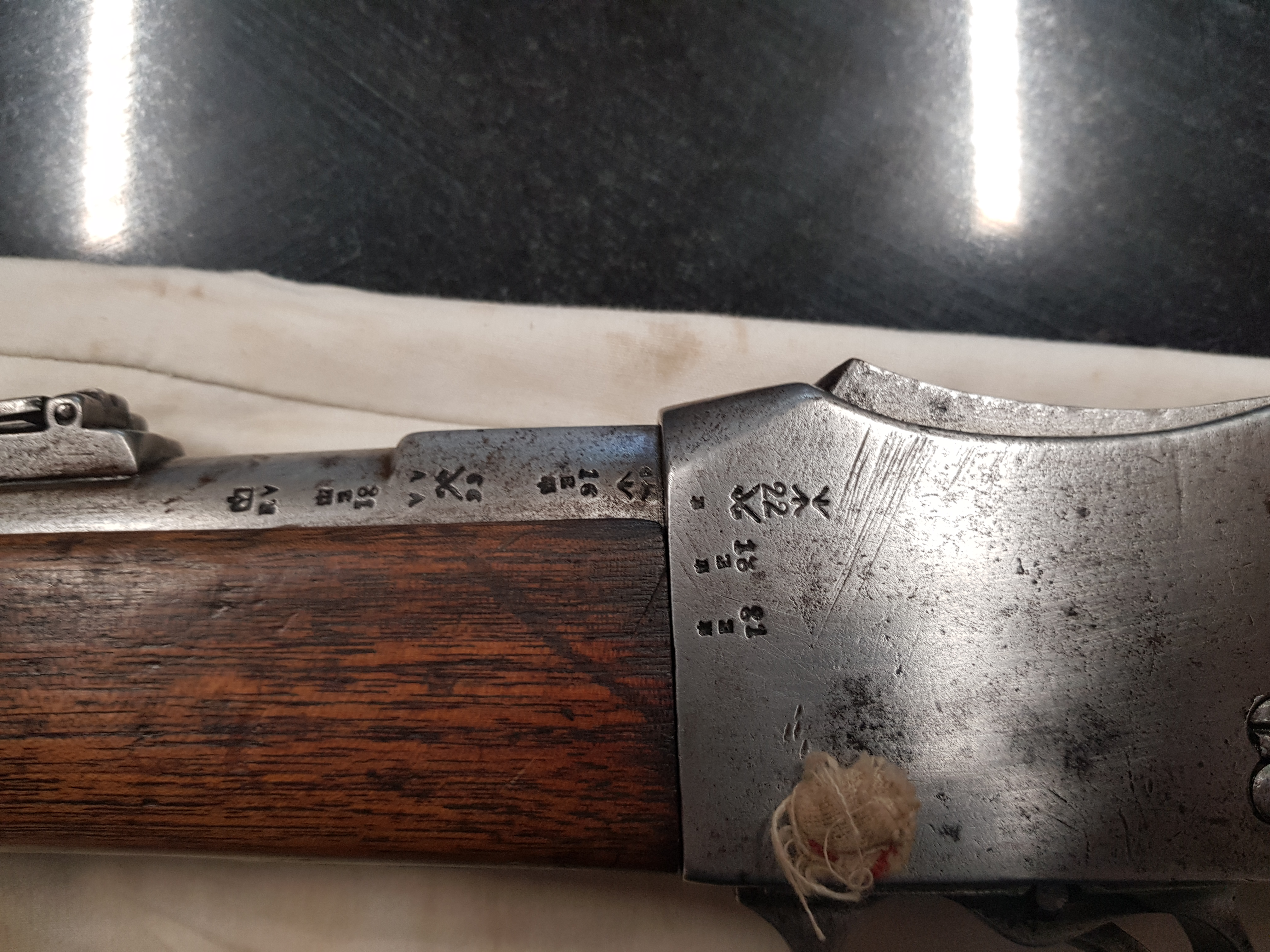
Копия кавалерийского карабина Мартини-Энфилд MK11, изъятая из арсенала Талибана в 2001 году.

Некоторые экземпляры оружия, сделанного в Хайберском проходе, такие как Мартини-Энфилд MK11 на фотографии справа, попали в руки талибов, но после начала операции «Несокрушимая свобода» были захвачены противостоящими им силами и отправлены в США.
В конце 2010-х годов оружейники Дарры освоили современные технологии, такие как обработка заготовок на станках с ЧПУ, работа с алюминиевыми сплавами, литьё полимеров под давлением. Результатом стало начало производства копий современного оружия.

В 2021 году правительство провинции Хайбер-Пахтунхва решило оказать помощь местным оружейникам, заодно ужесточив контроль над этой индустрией, и в Пешаваре был открыт промышленный парк для производителей оружия. 

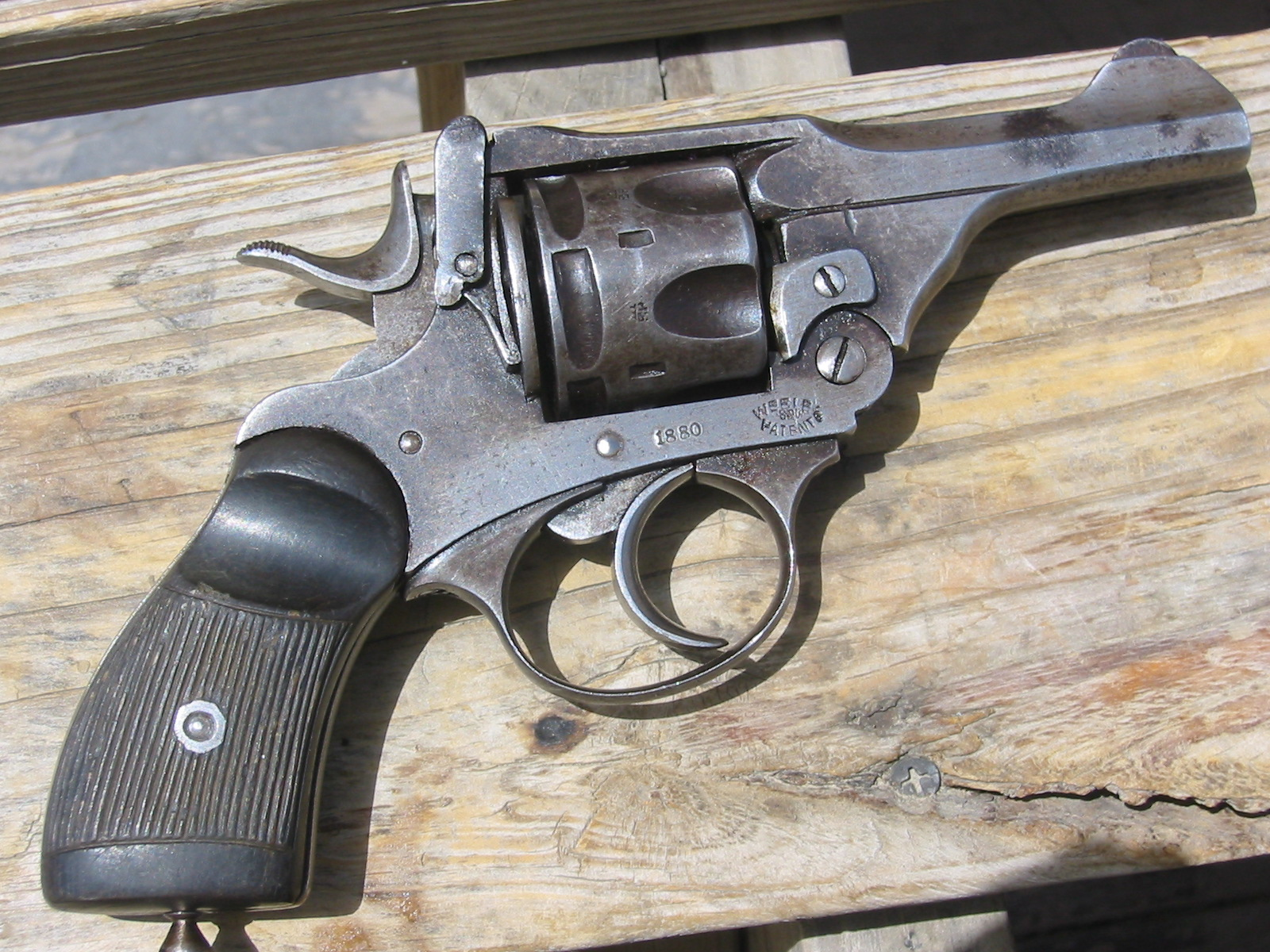
Копия револьвера Уэбли Покет Пистол калибра .38 S&W, приобретённая на авиабазе Баграм.

## Модели
Чаще всего в Хайберском проходе встречаются копии британского военного оружия, в частности, винтовок Мартини-Генри, Мартини-Энфилд и Ли-Энфилд, револьверы «Уэбли», но также встречаются пистолеты ТТ, ПМ, Кольт М1911 и Браунинг Хай-Пауэр. Также производятся охотничьи ружья, распространены копии автомата Калашникова и его вариантов. С освоением новых технологий производства стали набирать популярность подделки современных моделей: пистолетов Глок, Беретта Px4, винтовок семейства АР-15 и других. 

## Идентификация
Оружейники Хайберского прохода, как правило, в точности копируют исходное оружие (которое само может быть копией, сделанной в этом регионе) и все клейма. Нередко встречается оружие с многочисленными ошибками и особыми признаками, которые позволяют определить их происхождение, например:
- Орфографические ошибки в клеймах. Например, «EИFIELD» вместо «ENFIELD» или зеркальное написание «ꓷ⅃ƎIᖷNƎ»[16].
- Аббревиатуры V.R. (Victoria Regina), на оружии выпуска после 1901 года — королева Виктория умерла в 1901 году, поэтому все винтовки, изготовленные в 1901—1910 годах, должны иметь клеймо «E.R.» (Edward Rex, обозначение короля Эдуарда VII).
- Для автоматов Калашникова местного производства характерны такие ошибки в клеймах, как использование латиницы, обозначения «ДВ» вместо «АВ», «ОА» вместо «ОД» на ствольных коробках[1].
- Как правило, низкое качество изготовления: непрочный или мягкий металл, плохо обработанное дерево и плохо пробитые клейма.

Афганистан был местом конфликта между Британской и Российской империями на протяжении всего XIX века, поэтому можно предположить, что местные оружейники накапливали инструменты и опыт, относящиеся к обеим культурам. Перевернутая буква «N» или «L» в ENFIELD может быть не ошибкой перевода, а кириллическим символом «И» или «Г», если оружейник использовал тот из имеющихся пуансонов, который лучше всего напоминал оригинальные буквы.

## Боеприпасы

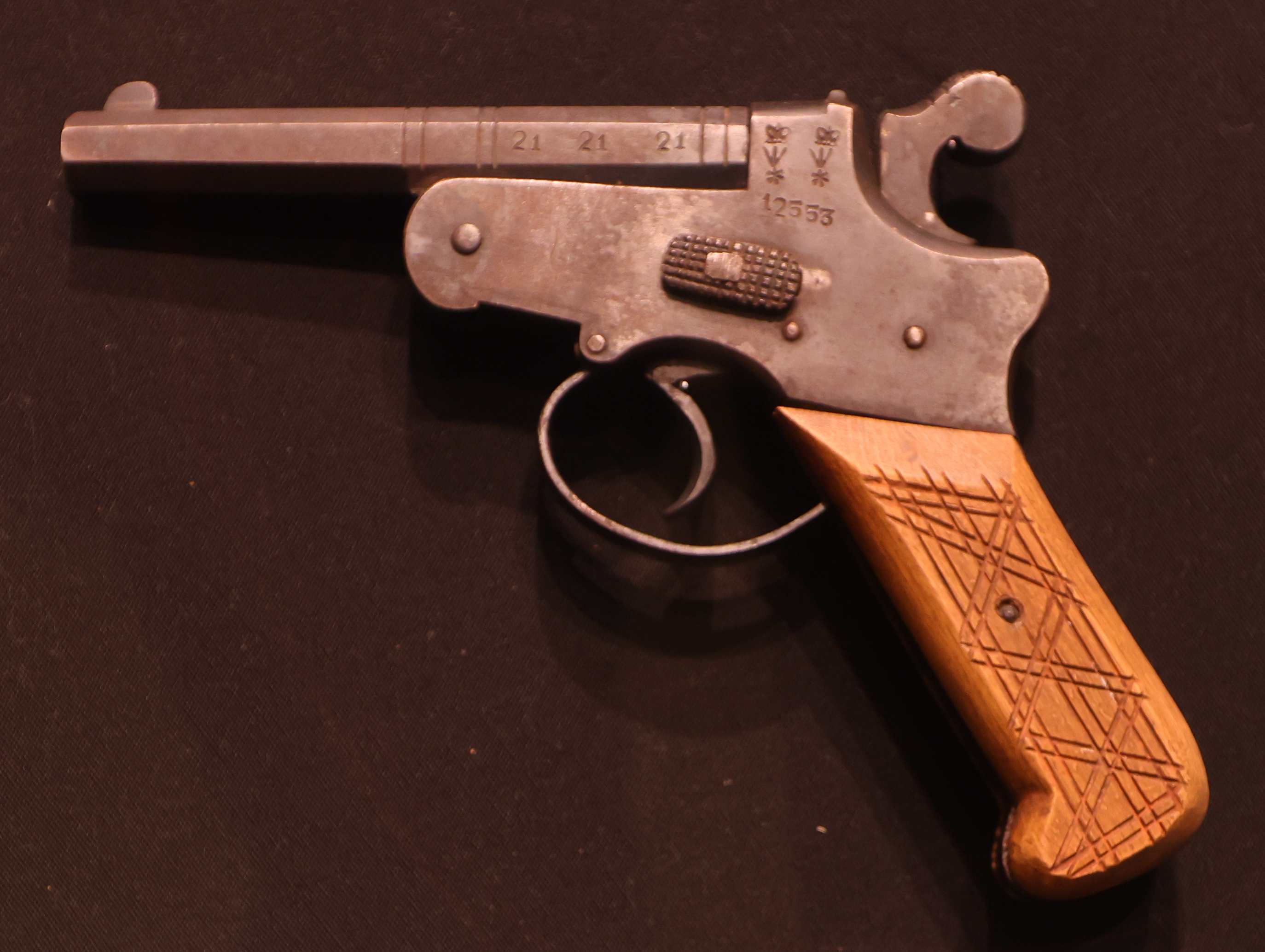
Пистолет, сделанный в Хайберском проходе в годы Второй мировой войны.

Наряду с копиями огнестрельного оружия кустарные оружейники обычно изготавливают и соответствующие боеприпасы. Как правило, они создаются на основе маломощных современных патронов. Патроны .30 калибра совместимы с 7,63 × 25 мм Маузер или 7,62 × 25 мм ТТ, патроны .32 — с .32 Auto Colt Pistol (7,65 мм Browning), патроны 12 калибра — с дробовыми патронами 12 калибра (18,5 x 70 мм R).
Патроны калибра .44 совместимы с патроном 7,92 × 33 мм Kurz, предназначенным для немецкой штурмовой винтовки StG 44 времен Второй мировой войны. В Пакистане действует запрет на винтовки, предназначенные для стрельбы патронами калибров, состоящих на вооружении; использование патрона .44 калибра было лазейкой в законе, пока в 2012 году его специально не запретили. Патрон использовался в копиях автомата Калашникова, так как АК было легко модифицировать под него, но при этом боепитание осуществлялось из стандартных магазинов АК. Под маркой Saquib выпускаются патроны .44 калибра.
Боеприпасы, используемые в районе Хайберского прохода, часто имеют меньшую навеску пороха по сравнению с фабричными, в них используются пороха различных марок или даже старая киноплёнка (в ней содержится нитроцеллюлоза, ключевой компонент бездымного пороха); не следует ожидать, что копии винтовок с Хайберского прохода выдержат давление, создаваемое современными коммерческими патронами. Некоторые коллекционеры изготовляли для своего оружия из Хайберского прохода патроны с очень малой навеской пороха и стреляли ими, подвергая себя значительному риску.
Упаковка и клейма патронов являются подделкой под качественные иностранные бренды, такие как GECO (Gustav Genschow & Co.), Golden Tiger (АПЗ), China Sport (Norinco), MEN (Metallwerk Elisenhütte Nassau) и PPU (Prvi Partizan Užice). Местные фальшивки имеют яркие упаковки и запоминающиеся названия, такие как Buffalo, Diamond, Double Dragon, Double Star, Federal SKF, Goodluck, Gorilla и Tiger SBR.
Местный производитель боеприпасов Khyber Arms Company выпускает патроны под маркой Expert или X-Pert. Она использует поддельную упаковку патронов Winchester с патронами, маркированную поддельными клеймами Norinco State Factory 311.
Новые гильзы, как правило, стальные с медным покрытием, как у китайских патронов. Иногда используются латунные гильзы, добытые у армии США или других армий НАТО. Гильзы калибра 5,56 мм НАТО обрезаются и переобжимаются для изготовления патронов .30 калибра, таких как 7,63 × 25 мм Маузер или 7,62 × 25 мм ТТ. Гильзы 9 × 19 мм Парабеллум обрезаются для изготовления патронов .380 ACP (9 × 17 мм) или 9 × 18 мм ПМ.